# BeauTV〜VoCE
『BeauTV〜VoCE』（ビューティービー・ヴォーチェ）は、テレビ朝日（関東ローカル、過去にはBS朝日でも放送）で放送されているビューティ情報エンターテインメント番組である。パナソニック の単独スポンサー番組であったが、2022年10月頃より、同社を筆頭とする複数社提供となっている。

## 概要
- 2009年4月4日開始。ハイビジョン制作（アナログはレターボックス放送を実施していた）。
- 講談社のファッション雑誌『VoCE』とタイアップした番組で、開始当初以来、永らく毎回ゲストである美のスペシャリスト（主に著名な美容家・メイクアップアーティスト・ヘアメイクアーティストが中心だが、回によってはヨガ、ピラティス、フィジカルトレーニングや料理などの専門家や、また毎年1月の最初の放送では占い師(占星術師)の鏡リュウジの出演が恒例となっていた）から女性の美容のアドバイスやゲストの美の秘訣などを実演なども交えてのトーク中心の番組だった。
- 2016年9月24日放送分（なお、BS朝日では同回をもって終了）からは、それまでのMCとゲストとのトーク中心の構成から、ゲストの美容家らの実演を中心とした構成にリニューアルされた。
- MCは平子理沙（番組開始 - 2011年4月15日）→道端ジェシカ（2011年4月22日 - 2014年3月21日）→黒田エイミ（2014年4月4日 - 2016年3月25日）→河北麻友子（2016年4月1日 - 2022年4月1日）[1] → 蛯原友里（2022年4月8日 - ）。他に『VoCE』の専属モデル6名が「VoCE Girls」として番組のアシスタントなどで出演していた。また黒田のMC開始と同時に、同じ事務所のモデル･タレントである水原希子が「KIKOさんぽ」のコーナーレギュラーで出演していた[注 4]。

## 放送時間
いずれも日本標準時、テレビ朝日での放送時間。
- テレビ朝日（関東ローカル）：毎週土曜日 1:50 - 2:20（金曜日深夜）[注 2]

冒頭30秒にカウキャッチャー扱いでPanasonic Beauty（美容家電）のCMを放送してから開始するため、厳密には1:50:30のスタートとなる。
ネット配信
| 配信元 | 更新日時       | 備考                 |
| ------ | -------------- | -------------------- |
| TVer   | 土曜 2:20 更新 | 最新話限定で無料配信 |

過去の放送局
- BS朝日：毎週土曜日11:00 - 11:30[注 5]（2009年4月4日 - 2016年9月24日[注 6]）

冒頭30秒にカウキャッチャー扱いでPanasonic Beauty（美容家電）のCMを放送してから開始するため、厳密には11:00:30のスタートとなっていた。

## スタッフ
- ナレーター：高橋夏季
- 企画監修：VOCE編集部
- ディレクター：上岡玲央、堀尾安未奈、杉本健宗
- 技術・編集：TACT[注 7]
- MA：エスユー
- 編集協力：東京オフラインセンター
- アートディレクション：PONYRIDE
- ヘアメイク：千葉万里子
- スタイリスト：池田直美
- 番組宣伝：榎本梢絵（テレビ朝日）
- 制作進行：浜岡真貴（JCTV）
- プロデューサー：山下浩司（テレビ朝日）、斎藤充（JCTV）、中沢聡（グアダループ）
- 企画監修・総合演出：岸野一雄（グアダループ）
- 制作協力：JCTV、GUADELOUPE（グアダループ）
- 制作著作：テレビ朝日

### 過去のスタッフ
- TP(技術プロデューサー)：平木美和（東通）
- CAM：斎藤和彦、永井涼（東通）
- 編集スタジオ：CRAZY TV
- 編集：滝翔太
- MA：斎藤直人
- 番組宣伝：石田みう（テレビ朝日）
- プロデューサー：石田菜穂子（テレビ朝日）、中川大地（グアダループ）

## 使用楽曲

### オープニングテーマ
- 『Waving Flags』（坂本美雨）（2014年4月4日 - 2016年3月18日）

## 関連企画
- 東日本旅客鉄道（JR東日本）、西日本旅客鉄道（JR西日本）の通勤・近郊型電車の一部車両（JR東日本・トレインチャンネル、JR西日本・Westビジョン）において、随時『ワンポイントビューティー講座』を放映。なお、トレインチャンネルではテレビ朝日の放送日時、WestビジョンではBS朝日の放送日時がエンディングにクレジットされていた。BS朝日での放送終了後は、トレインチャンネルではテレビ朝日の放送日時とTVerでの配信、WestビジョンではTVerのみが紹介されている。
- 2010年7月に番組初の出版物『BeauTV〜VoCE DVDブック01』が発売された。それまでに放送された番組から、嶋田ちあき、佐伯チズ、黒崎えり子、高橋和義の4人の美容術を、番組放送時の映像を収録したDVDと解説ブックで再構成している。